# Ескадра повертає на захід
«Ескадра повертає на захід» (рос. «Эскадра уходит на запад») — радянський художній фільм, знятий в 1965 році режисерами Мироном Білинським і Миколою Вінграновським на Одеській кіностудії.

## Сюжет
Дія фільму відбувається під час Громадянської війни. В Одесі господарюють білогвардійці. У 1918—1919 роках в місто введені війська Антанти, серед яких французька ескадра. Більшовицьке підпілля доручає француженці-революціонерці Жанні Лябурб, для якої Радянська Росія стала новою батьківщиною, провести революційну роботу серед іноземних солдатів і матросів, в дусі «інтернаціоналу і світової революції», з тим, щоб вони не брали участі у військових діях проти Радянської республіки. У березні 1919 року ворожій контррозвідці вдалося заарештувати всіх членів «Іноземної колегії», у тому числі Жанну, яких тут же розстріляли. Незважаючи на арешт і загибель, Жанна Лябурб встигла провести агітаційну роботу, яка призвела через півтора місяця до заколоту у французькому флоті і припинення французької інтервенції. Військовослужбовці французького корпусу і моряки, внаслідок більшовицької агітації Лябурб, в кінці фільму відмовляються воювати проти Радянської Росії і повертаються на батьківщину.

## У ролях
- Ельза Леждей —  Жанна-Марі Лябурб
- Неллі Лазарева —  Олена Соколовська
- Адольф Шестаков —  Микола Ласточкин
- Роман Хомятов —  Андрій
- Станіслав Чекан —  Панас Маршук
- В'ячеслав Шалевич —  Мішель, французький моряк
- Андрій Файт —  французький генерал д'Ансельм
- Георгіос Совчіс —  Сашко
- Борис Петелін —  Котовський (Харченко)
- Володимир Наумцев —  хорунжий
- Дмитро Мілютенко —  французький полковник Ферамбе
- Володимир Дальський —  Хомяков
- Ельвіра Бруновська —  Віра Холодна
- Володимир Сошальський — Гришин-Алмазов
- Семен Крупник —  Фуке, французький матрос
- Михайло Водяной —  Мішка Япончик
- Георгій Дрозд —  провокатор
- Василь Векшин —  білогвардійський офіцер
- Віктор Шульгін —  французький офіцер
- Олег Фандера —  французький матрос

Текст читає  Володимир Балашов. Пісню «Заснулий Париж» виконала  Тамара Міансарова.

## Знімальна група
- Режисери-постановники: Мирон Білинський, Микола Вінграновський
- Сценаристи: Олександр Левада, Мирон Білинський
- Оператор-постановник: Валентин Железняков
- Художник-постановник: Юрій Богатиренко
- Режисер: Н. Калачов
- Композитор: Микита Богословський
- Текст пісні: Михайло Матусовський
- Звукооператор: Анатолій Нетребенко
- Художник по костюмах: М. Квашина
- Художник по гримк: Володимир Талала
- Режисер монтажу: Н. Кардаш
- Редактор: В. Березинський
- Комбіновані зйомки: Георгій Шуркін, Борис Мачерет, І. Міхельс
- Директор картини: Г. Коган